# Aloe irafensis
Espèce
Aloe irafensis est une espèce de plantes à fleurs de la famille des Xanthorrhoeaceae, selon APG III, des Asphodelaceae, selon APG IV. Elle a été décrite pour la première fois par Thomas A. McCoy & Abdul Nasser Al-Gifri en 2004 dans Cactus and Succulent Journal. Elle est présente au Yémen.